# Ratpenat de ferradura de Guinea
El ratpenat de ferradura de Guinea (Rhinolophus guineensis) és una espècie de ratpenat de la família dels rinolòfids. Viu a la Costa d'Ivori, Guinea, Libèria, Senegal, i Sierra Leone. El seu hàbitat natural és el bosc montà tropical humit, i en menor mesura de la sabana humida,. No hi ha cap amenaça significativa per a la supervivència d'aquesta espècie, tot i que està afectada per la desforestació resultant de les operacions de tala, la conversió de terres a usos agrícoles, i activitats mineres.